# Unterschale
Als Unterschale (auch Schwanzstück oder Gänschen, in Österreich Fricandeau oder Weißes Scherzel, in der Schweiz Unterspälte, Runder Mocken oder Unterstück, lokal auch Semmerrolle, Schwanzrolle, Wargel oder Nudel) wird in der Fleischereifachsprache die ausgelöste Skelettmuskulatur der hinteren Außenseite des Oberschenkels bezeichnet. Sie besteht anatomisch aus Musculus semitendinosus, Musculus gluteobiceps und  Musculus gastrocnemius. Beim Hausschwein ist sie Teil des Schinkens, bei Wiederkäuern Teil der Keule.
Das Fleisch der Unterschale ist nicht ganz so feinfasrig wie das der Oberschale und hat eine deutliche Fettauflage. Es wird vor allem zum Braten und Schmoren verwendet. 